# رائی‌وند
رائی‌وند (به انگلیسی: Raiwind) یک شهر در پاکستان است که در پنجاب واقع شده‌است.